# 치리좡역
치리좡역(중국어: 七里庄站)은 중국 베이징시 펑타이구 류리차오 가도·펑타이 가도 경계의 펑타이 북로·완펑로·동대가 교차로에 위치한 베이징 지하철 9호선과 14호선의 환승역이다. 9호선 치리좡역은 2011년 12월 31일 9호선 남부 구간 개통과 함께 개통되었으며, 14호선 치리좡역은 공사 기간 제한으로 인해 2013년 5월 5일 14호선 서부 구간과 함께 개통되지 않았다. 노선은 동시에 개통되었지만 14호선 열차는 정차하지 않고 임시로 무정차 통과하였고, 2014년 2월 15일에 공식적으로 운행 개시하였다. 14호선에서는 가장 최근에 개통된 역이며, 팡산선 직결 열차가 2023년 1월 18일부터 9호선 선로를 통해 이 역에 진입하게 되었다.

## 위치
치리좡역은 베이징시 펑타이구 펑타이 북로(동서 방향)와 완펑로 - 동대가(남북 방향)의 교차점에 위치해 있다. 9호선 / 팡산선 역은 교차로 북쪽에 완펑로를 따라 남북 방향으로 배치되어 있고, 14호선 역은 완펑차오 북쪽 교차로 지하에 위치하며 동서 방향으로 배치되어 있다. 펑타이 북로 북쪽 보조 도로를 따라 두 노선은 T자 형태로 교차한다.

## 역 구조

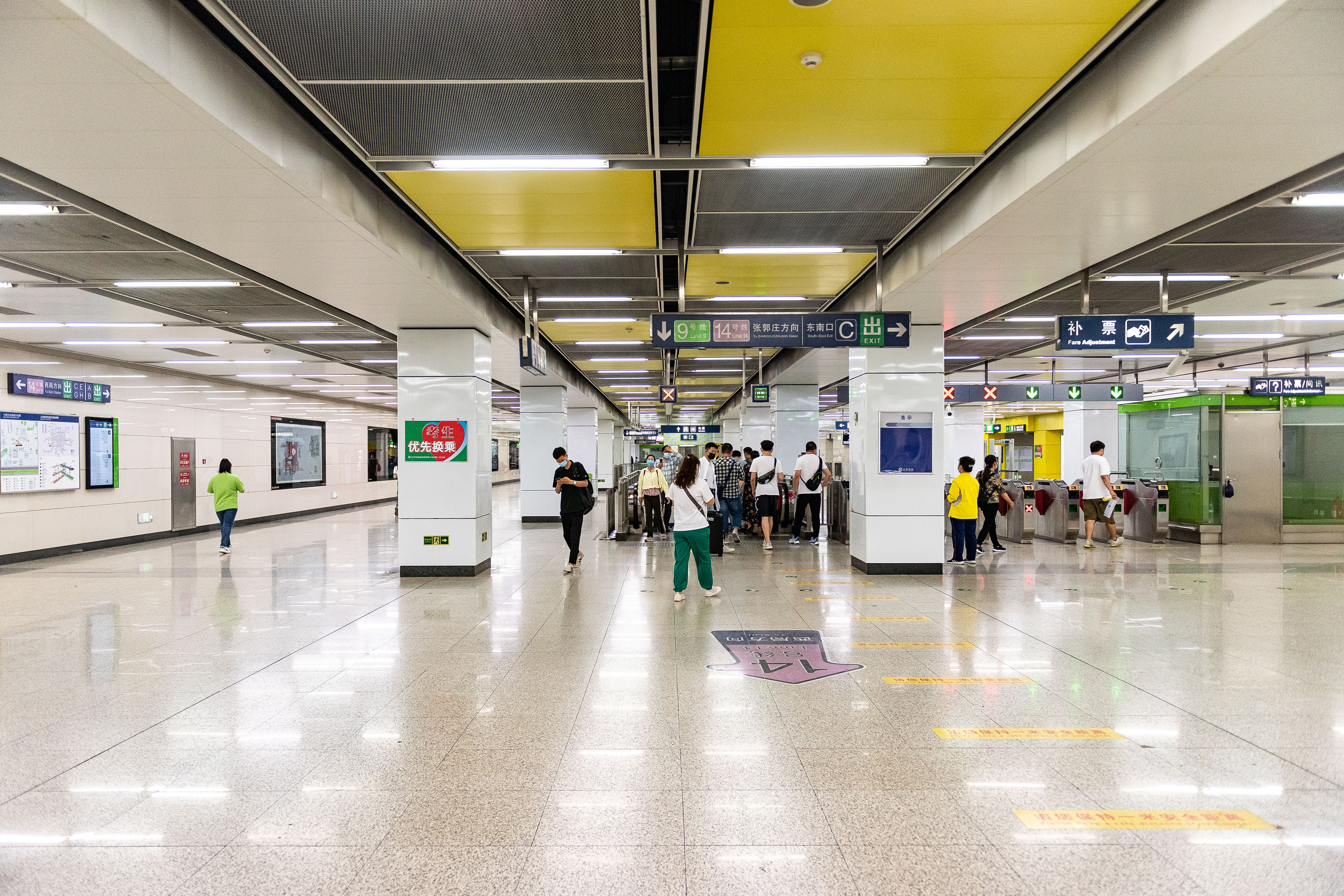
치리좡역 9호선 대합실

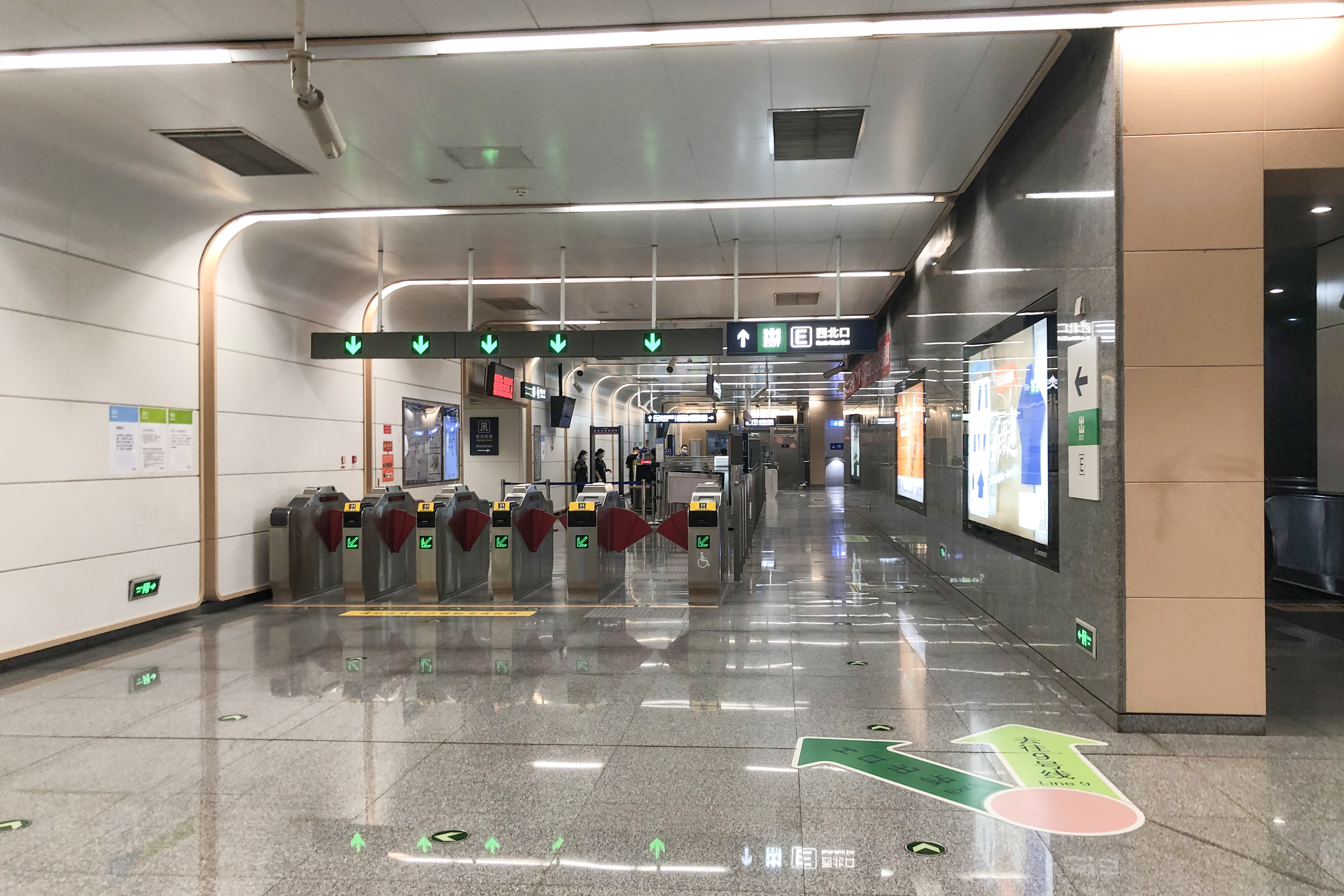
치리좡역 14호선 지하 2층 대합실

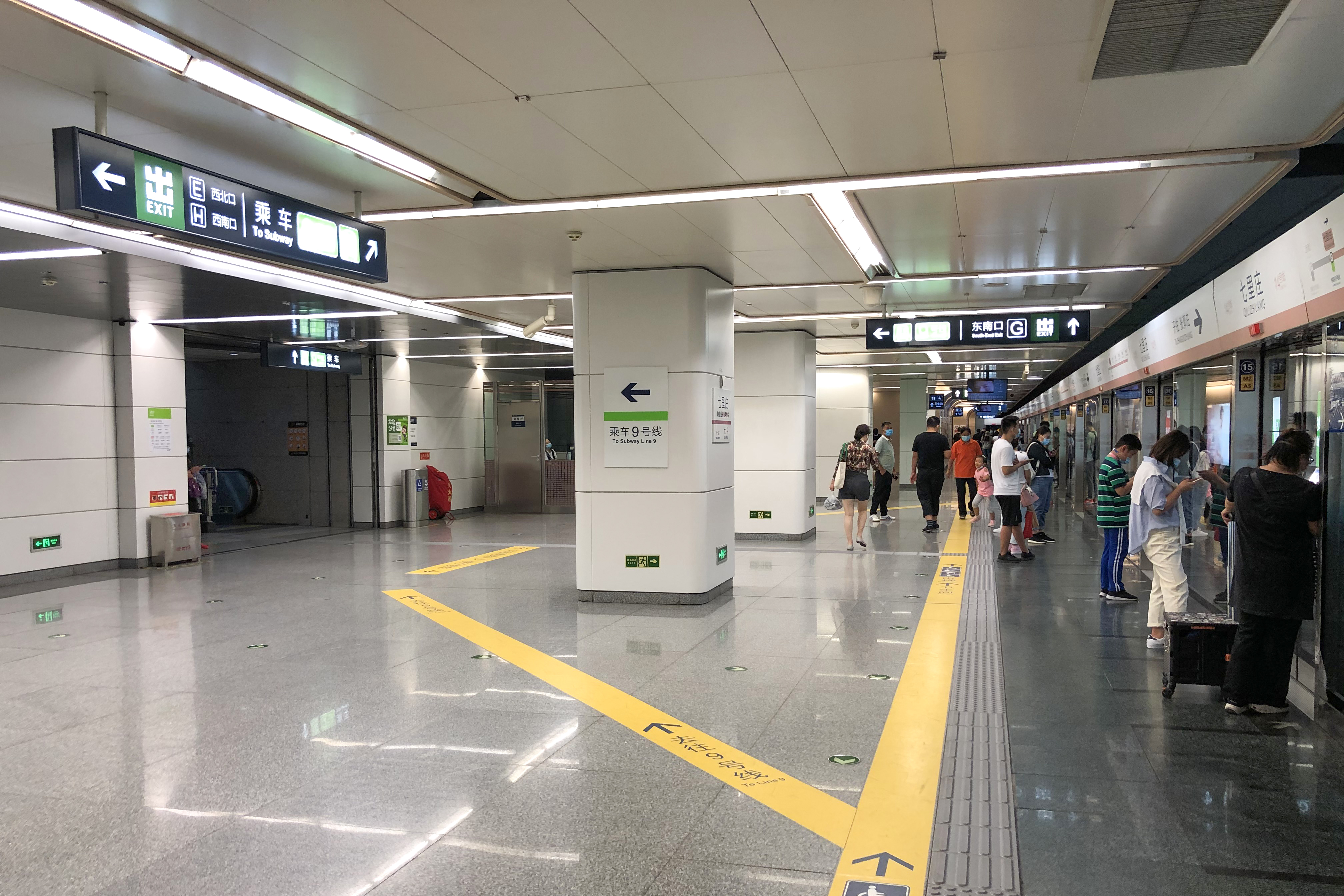
치리좡역 14호선 지하 3층 승강장(2020년 9월 촬영 사진)

### 층별 구조
치리좡역의 두 노선은 모두 지하역이다. 9호선 / 팡산선 역은 1면 2선의 섬식 승강장 설계를 갖춘 지하 2층 건물의 역으로, 도로 교통에 미치는 영향을 줄이기 위해 '패딩 공법'을 적용하였다. 지하 1층이 대합실 층, 지하 2층이 승강장 층이다. 14호선 역사는 길이 약 276m, 폭 13.8m, 총 면적 16,000㎡ 규모의 지하 3층 역사로 교차로 지하 공간 여건으로 인해 지하 3층 규모로 설계되었다. 윗 층과 아랫 층이 겹쳐진 측면 승강장으로 일반 역사에 비해 승강장 층이 좁다. 역사는 지하 1층과 3층이 각각 승강장 층이고, 지하 2층이 끼워져 있는 다소 특이한 형태이다. 승강장 사이에 중앙 대합실이 있고, 치리좡역 2개 노선 중 섬식 승강장 부분은 T자 형태로 설계되어 있다.
9호선 치리좡역의 섬식 승강장은 14호선의 2층 건물의 측면 스택 승강장 사이에 끼워져 있어 환승 형태가 상당히 특이하다. 14호선 지하 승강장의 중간 부분이 9호선 역 대합실과 연결되고, 14호선 지하 3층 승강장은 9호선 승강장과 환승 계단을 통한 양방향으로 연결되는 구조이다. 9호선 승강장에 승하차량이 많을 경우, 14호선은 지하 3층 승강장에서 9호선 승강장으로의 환승 통로를 폐쇄하며, 승객들은 지하 3층에서 지하 1층으로 이동한 후 승강장으로만 이동이 가능하다. 9호선 / 팡산선은 지하 2층에 승강장이 위치하고 팡산선 직결 열차는 9호선과 선로를 공유하기 때문에 동일한 승강장에서 9호선으로의 환승이 가능하다.
| 지면층                                          | 가도                                | A—H출입구                                                                   |
| 지하 1층 9호선 / 팡산선 대합실 층 14호선 승강장 | 9호선 / 팡산선 대합실               | 고객센터, 자동 발권기, 출입 게이트                                          |
| 지하 1층 9호선 / 팡산선 대합실 층 14호선 승강장 | 상대식 승강장, 왼쪽 출입문이 열림   |                                                                             |
| 지하 1층 9호선 / 팡산선 대합실 층 14호선 승강장 | →                                   | ■ 14호선 산궈좡 방면 (시쥐)                                                 |
| 지하 2층 9호선 / 팡산선 승강장 14호선 승강장    | 14호선 대합실                       | 고객센터, 자동 발권기, 출입 게이트                                          |
| 지하 2층 9호선 / 팡산선 승강장 14호선 승강장    | ←                                   | ■ 9호선 일반열차 / ■ 팡산선 직통열차 국가도서관 방면(류리차오)              |
| 지하 2층 9호선 / 팡산선 승강장 14호선 승강장    | 섬식 승강장, 왼쪽 출입문이 열림     |                                                                             |
| 지하 2층 9호선 / 팡산선 승강장 14호선 승강장    | →                                   | ■ 9호선 일반열차 궈궁좡 방면 / ■ 팡산선 직통열차 옌춘둥 방면 (펑타이둥다제) |
| 지하 3층 14호선 승강장                          | 상대식 승강장, 오른쪽 출입문이 열림 | 상대식 승강장, 오른쪽 출입문이 열림                                         |
| 지하 3층 14호선 승강장                          | ←                                   | ■ 14호선 장궈좡 방면 (다징)                                                 |

## 출구
9호선 치리좡역은 완공 후 4개의 출입구를 개방했다. 9호선 역의 역사 홀은 완펑로 서쪽, 완펑차오 북쪽에 있는 A1과 A2 출구, 완펑로 동쪽에 있는 B 출구와 C 출구로 연결된다. 14호선 역이 완공된 후 3개의 새로운 입구와 출구가 추가되었다. 14호선 역의 동쪽과 서쪽 대합실은 완펑차오 남쪽 펑타이 동대가의 동쪽과 서쪽에 있는 2개의 입구 G와 H와 연결된다. 북서쪽 출구 E는 완펑차오 북쪽의 펑타이 북로 보조 도로 북쪽으로 연결된다.
|                                                      |                            |                                                                        |      |             |
|                                                      |                            |                                                                        |      |             |
|                                                      |                            |                                                                        |      |             |
| 출구                                                 | 지시                       | 출구 인근                                                              | 사진 | 무장애 시설 |
| ■ 9호선 ■ 팡산선 역사 연결                           |                            |                                                                        |      |             |
| 出口 · A                                             | 완펑로(万丰路) 서측        | 펑타이 북로(丰台北路) 북측, 서우강 라이프 플라자(首航生活广场)         |      |             |
| 出口 · B                                             | 완펑로(万丰路) 동측        | 시쥐 남가(西局南街), 시쥐신위안(西局欣园)                              |      | 빈칸        |
| 出口 · C                                             | 완펑로(万丰路) 동측        | 펑타이 북로(丰台北路) 북측                                             |      | 빈칸        |
| · 별도 출입구, · 출입구와 연결되지 않음, · 번호 없음 | 완펑로(万丰路) 동측        |                                                                        | 빈칸 | 居中        |
| ■ 14호선 산거좡 방향 승강장 서단                     |                            |                                                                        |      |             |
| 出口 · E                                             | 펑타이 북로(丰台北路) 북측 | 국망 베이징 펑타이 전력공사(国网北京丰台供电公司)                      |      | 빈칸        |
| ■ 14호선 동쪽 대합실과 연결                          |                            |                                                                        |      |             |
| 出口 · G                                             | 동대가(东大街) 동측        |                                                                        |      | 빈칸        |
| ■ 14호선 서쪽 대합실과 연결                          |                            |                                                                        |      |             |
| 出口 · H                                             | 동대가(东大街) 서측        | 펑타이구인민법원(丰台区人民法院), 펑타이구인민검찰원(丰台区人民检察院) |      | 빈칸        |
| 아이콘 설명: 엘리베이터                              |                            |                                                                        |      |             |